# Stephen McNally
Horace Stephen McNally (* 29. Juli 1911 in New York City, New York; † 4. Juni 1994 in Beverly Hills, Kalifornien) war ein US-amerikanischer Schauspieler.

## Biografie
McNally studierte Rechtswissenschaften an der Fordham University in New York City und arbeitete danach als Rechtsanwalt. Ende der 1930er Jahre wandte er sich, zunächst unter dem Namen Horace McNally, der Schauspielerei zu und gab 1940 sein Debüt in Schweigende Lippen, bei dessen Verfilmung er im Jahr 1948 wieder eine Rolle übernahm. 1942 zog er nach Kalifornien, um dort als Filmschauspieler Fuß zu fassen. Zunächst wurden ihm lediglich kleinere Nebenrollen angeboten. Er wurde überwiegend in Western, Krimis und Kriegsfilmen besetzt. Ende der 1950er Jahre wurde er kaum noch für Filmrollen engagiert und arbeitete verstärkt in Fernsehproduktionen mit, wo er zahlreiche Gastauftritte in verschiedenen Fernsehserien wie Detektiv Rockford – Anruf genügt und Fantasy Island hatte. McNallys Schauspielkarriere endete 1980, nachdem er in mehr als 100 Film- und Fernsehproduktionen mitgewirkt hatte.
McNally war von 1941 bis zu seinem Tod mit Rita Wintrich verheiratet, aus der Ehe gingen acht Kinder hervor. Er starb im Juni 1994 im Alter von 82 Jahren an einem Herzinfarkt.

## Filmografie (Auswahl)
- 1942: Grand Central Murder
- 1942: The War Against Mrs. Hadley
- 1942: Die Spur im Dunkel (Eyes in the Night)
- 1942: For Me and My Gal
- 1942: Dr. Gillespie’s New Assistant
- 1942: Die ganze Wahrheit (Keeper of the Flame)
- 1943: Laurel und Hardy: Schrecken aller Spione (Air Raid Wardens)
- 1944: An American Romance
- 1944: Dreißig Sekunden über Tokio (Thirty Seconds Over Tokyo)
- 1945: Gefährliche Partnerschaft (Dangerous Partners)
- 1946: The Harvey Girls
- 1946: Die wunderbare Puppe (Magnificent Doll)
- 1948: Schweigende Lippen (Johnny Belinda)
- 1948: Der Mann ohne Gesicht (Rogues’ Regiment)
- 1949: Gewagtes Alibi (Criss Cross)
- 1949: Die Brut des Satans (City Across the River)
- 1949: Spielfieber (The Lady Gambles)
- 1949: Schwert in der Wüste (Sword in the Desert)
- 1950: Dein Leben in meiner Hand (Woman in Hiding)
- 1950: Winchester ’73
- 1950: Der Haß ist blind (No Way Out)
- 1950: Gefährliche Mission (Wyoming Mail)
- 1951: Trommeln des Todes (Apache Drums)
- 1951: Ausgezählt (Iron Man)
- 1951: Spielschulden (The Lady Pays Off)
- 1952: Kurier nach Triest (Diplomatic Courier)
- 1952: Schüsse in New Mexico (The Duel at Silver Creek)
- 1952: Schlachtzone Pazifik (Battle Zone)
- 1952: Das schwarze Schloß (The Black Castle)
- 1953: Explosion in Nevada (Split Second)
- 1953: Die Nacht der Abrechnung (The Stand at Apache River)
- 1953: Hölle der Gefangenen (Devil’s Canyon)
- 1954: Beeil dich zu leben (Make Haste to Live)
- 1954: Eine Kugel wartet (A Bullet Is Waiting)
- 1955: Duell mit dem Teufel (The Man from Bitter Ridge)
- 1955: Sensation am Sonnabend (Violent Saturday)
- 1956: Mein Wille ist Gesetz (Tribute to a Bad Man)
- 1957: Ich ritt für Jesse James (Hell’s Crossroads)
- 1958: Raketenbasis X 13 sprengen (Hell’s Five Hours)
- 1958: Der Killer mit der sanften Stimme (The Fiend Who Walked the West)
- 1958: Im Dschungel der Großstadt (Johnny Rocco)
- 1959: Der Texaner (The Texan) (Fernsehserie, Folge 1x32)
- 1960: Die Unerbittlichen (Hell Bent for Leather)
- 1960: Am Fuß der blauen Berge (Laramie) (Fernsehserie, Folge 2x02)
- 1961: Tausend Meilen Staub (Rawhide) (Fernsehserie, Folge 3x28)
- 1963, 1971: Die Leute von der Shiloh Ranch (The Virginian) (Fernsehserie, zwei Folgen)
- 1964: The Outer Limits (Fernsehserie, Folge 1x22)
- 1964: Auf der Flucht (The Fugitive) (Fernsehserie, Folge 2x13)
- 1965: Der schnellste Colt von River Falls (Requiem for a Gunfighter)
- 1965: Geächtet (Branded, Fernsehserie, Folge 2x05)
- 1965–1968: Wettlauf mit dem Tod (Run for Your Life, Fernsehserie, fünf Folgen)
- 1966: Big Valley (The Big Valley, Fernsehserie, Folge 2x14)
- 1967: Rauchende Colts (Gunsmoke, Fernsehserie, Folge 12x23)
- 1968: Panic in the City
- 1968: Daktari (Fernsehserie, Folge 4x07)
- 1968–1970: The Name of the Game (Fernsehserie, vier Folgen)
- 1969: Und die ganze Welt schaut zu (The Whole World Is Watching, Fernsehfilm)
- 1969: Wenn dich der Mörder küßt (Once You Kiss a Stranger)
- 1969, 1972: Kobra, übernehmen Sie (Mission: Impossible, Fernsehserie, zwei Folgen)
- 1970: Der Chef (Ironside, Fernsehserie, Folge 3x21)
- 1971: Mannix (Fernsehserie, Folge 5x09)
- 1972: Visum für die Hölle (Black Gunn)
- 1973: FBI (The F.B.I., Fernsehserie, Folge 8x16)
- 1973: Gefährlicher Ruf (Call to Danger, Fernsehfilm)
- 1974: McMillan & Wife (Fernsehserie, Folge 3x04)
- 1974: Detektiv Rockford – Anruf genügt (The Rockford Files, Fernsehserie, Folge 1x04)
- 1974: Der Sechs-Millionen-Dollar-Mann (The Six Million Dollar Man, Fernsehserie, Folge 2x09 Forscher im Spannungsgebiet)
- 1975: Die Zwei mit dem Dreh (Switch, Fernsehserie, Folge 1x05)
- 1975: Am Abgrund des Todes (The Lives of Jenny Dolan, Fernsehfilm)
- 1975, 1977: Starsky & Hutch (Fernsehserie, zwei Folgen)
- 1976: The Father Kino Story (Mission to Glory: A True Story)
- 1978: Make-up und Pistolen (Police Woman, Fernsehserie, Folge 4x19)
- 1978: Hi Riders – Jungs laßt die Fetzen fliegen (Hi-Riders)
- 1978, 1980: Fantasy Island (Fernsehserie, zwei Folgen)
- 1979: Drei Engel für Charlie (Charlie’s Angels, Fernsehserie, Folge 4x03 Rache an einem Engel)
- 1980: Secrets of Midland Heights (Fernsehserie, Folge 1x04)